# 聖德蘭學校
聖德蘭學校（葡萄牙語：Escola de Santa Teresa do Menino Jesus）是澳門一所位於澳門半島天主教學校，創辦於1957年，由天主教澳門教區作持執照實體，耶蘇寶血女修會為管理實體所設辦的一所幼兒及小學教育的學校。聖德蘭學校是一所非牟利中英文男女私立學校，為澳門免費公共教育網學校之一。

## 辦學宗旨
本校秉承澳門教區天主教之辦學宗旨——除辦學達成教育目標外，亦藉教育傳播福音。以「人」為中心，為全人教育而努力，積極培養學生有良好品德，力學不懈，使校內充滿基督博愛精神，幫助兒童在德、智、體、群、美、靈六育得以均衡發展，使上主賜予人類真善美的潛能充份發揮。設有幼兒教育、小學教育及融合教育，為學生提供適切的教育服務。

## 學校歷史

### 建校初期
澳門青洲及其附近地區失學兒童日益增多，時任天主教澳門教區主教高德華有鑑於此，有志於開辦學校以收容清貧兒童。由莫慶恩神父籌備、澳門富商蒙高可寧先生慷慨支持下興建第一所一層平房的校舍，並將校舍土地的使用權贈予校區。

- 1957年2月8日，新校舍落成，由莫慶恩神父被任命為首任校長。

### 委任耶穌寶血女修會管理學校
- 1963年2月6日，即校慶五週年當日，天主教澳門教區戴維理主教委託寶血女修會接管該校，該女修會委派莫慶如修女出任校長。
- 1963年4月5日，新校舍落成，由美國天主教福利會駐香港主教羅蒙席主教主持揭幕典禮，並由戴維理主教剪綵。
- 1964年9月2日，因莫慶如校長因被選為寶血女修會副總會長而卸校長一職，會方派麥穎儀修女。
- 1966年12月2日，因澳門發生暴動及日後的「一二·三事件」，學校被迫停課至12月18日復課。
- 1968年3月5日，學校校舍擴建二樓。
- 1973年1月22日，拆卸舊校舍；翌年2月1日，五層新校舍落成啟用，同年招收寄留生。
- 1977年8月初，學校向澳門教育廳申請立案，8月23日獲批准。
- 1979年4月，因應越南難僑要求，為留澳門的越南難僑開辦成人英文學校。
- 1982年2月，慶祝創校銀禧。

#### 加入澳門免費教育學校網
- 1995年7月，加入澳門免費教育學校網，也是當時全澳唯一隸屬天主教澳門教區入網的學校。
- 2003年2月15日，恭請時任澳門行政長官何厚鏵先生為新校舍揭幕，並慶祝創校四十六週年。
- 2006年，大型校舍翻新工程完工，聖德蘭學校成為區內設備最完善的小學之一。
- 2007年2月，慶祝創校金禧。
- 2009年8月25日，胡意清校長榮休，胡校長服務學校超過三十餘年，多年為澳門教育事業作貢獻。

## 學校設施
| 教學設施 - 普通課室 - 資源課室 - 電腦室 - 音樂室 - 視藝室 - 圖書室 - 舞蹈室 綜合活動設施 - 地面運動場 - 天台運動場 - 天台種植場 - 大禮堂 - 多用途室 - 唱遊室 - 活動室 - 柔道室 | 輔助設施 - 無障礙洗手間 - 感統訓練室 - 幼兒午睡室 - 會客室 - 社工室 - 祈禱室 - 護理室 - 飯堂 |

各班課室均有設置多媒體先進設備、無線網絡、恆温冷氣等。

## 歷任校長
| 任次                 | 中文名     | 任期(年.月.日)          | 備註 |
| -------------------- | ---------- | ----------------------- | --- |
| 建校初期             |            |                         | |
| 1                    | 莫慶恩神父 | 1957.02.08 - 1958.08.02 | 首任校長；天主教救濟會澳門教區代表                                                                       |
| 2                    | 胡友松神父 | 1958.08.03 - 1960.08.02 | 澳門天主教區神父                                                                                         |
| 3                    | 符泉神父   | 1960.08.03 - 1961.08.04 | 澳門天主教區神父                                                                                         |
| 4                    | 關傑享神父 | 1961.08.05 - 1963.02.05 | 澳門天主教區神父                                                                                         |
| 委耶穌寶血女修會管理 |            |                         | |
| 5                    | 莫慶如修女 | 1963.02.06 - 1964.09.01 | 耶穌寶血女修會接管後首任校長；兼任望德中學校長；前香港耶穌寶血女修會總會長；前香港德貞女子中學校長及校監 |
| 6                    | 麥穎儀修女 | 1964.09.02 - 1974.09.01 | 兼任望德中學校長；前澳門寶血修女會院長                                                                   |
| 7                    | 楊桂芳修女 | 1974.09.02 - 1977.08.31 | 2006年獲香港行政長官社區服務獎狀；寶血修女會總參議員                                                     |
| 8                    | 胡意清修女 | 1977.09.01 - 2009.08.25 | 2004年澳門教育功績勳賢；前澳門寶血修女會院長                                                             |
| 9                    | 阮慧雲修女 | 2009.08.26 - 2013.08.25 | 香港耶穌寶血女修會總會長；前寶血女子中學及德貞女子中學校長                                               |
| 10                   | 盧桂芳修女 | 2013.08.26 - 2022.08.25 | 澳門天主教學校聯會監事(2020-2022)；香港寶血小學校董                                                      |
| 澳門天主教教區       |            |                         | |
| 11                   | 劉少華女士 | 2022.08.26 - 現今       | 前聖保祿學校副校長                                                                                       |

## 校詞
歌詞以廣東話唱誦。歌詞如下：
聖德蘭學校校歌
作曲:歐師達神父
|  | 德 蘭我校 屹立濠江邊 英才 作育萬 千 勤樸 仁愛 相傳 德智育 鑽彌堅 棟樑大責 在肩 強體 魄 作干城 毋 忘 策馬加鞭 德 蘭我校 屹立濠江邊 英才 作育萬 千 勤樸 仁愛 相 傳 |

## 著名校友
- 劉炎新：澳門天主教教教區總務長，聖庇護十世音樂學院校監，前澳門聖若瑟教區中學副校長。
- 蔡錦昌：第八屆校友。國立臺灣大學社會學博士，臺灣東吳大學社會學系副教授。
- 蔡根祥：第十一屆校友。臺灣師範大學國文博士。臺灣高雄師範大學經學研究所教授。
- 彭樹成：第十三屆校友。澳門科技大學副校長，前澳門城市大學代校長，臺灣大學機電工程學士學，美國明尼蘇達大學航空工程及力學碩士學位，美國加州大學伯克萊分校機械工程博士學位；美國路易斯安那州州立大學協理副校長及機械工程系Jack Holmes教授。美國塑膠工程學會院士（Fellow），澳門大學榮譽博士。1997年於白宮獲頒小型企業署傑出獎章，及1998年美國總統克林頓親自頒發傑出科學數學暨工程總統獎。